# Champion (marca)
Champion és una marca estatunidenca especialitzada en roba esportiva. És comercialitzada per Hanesbrands d'ençà el 2006 com a empresa derivada de Sara Lee Corporation. La seva seu original era a Rochester abans de la seva adquisició per Sara Lee el 1989. Els productes fabricats per Champion inclouen samarretes, dessuadores amb caputxa, xandalls, malles, pantalons curts, jaquetes, roba interior, calçat i accessoris.

## Història
L'empresa va ser fundada el 1919 pels germans Feinbloom amb el nom de Knickerbocker Knitting Company. A la dècada del 1930 l'empresa va passar a anomenar-se Champion Knitting Mills Inc., produint dessuadores. Poc després, els productes Champion van ser adquirits per l'Acadèmia Militar dels Estats Units per a ser utilitzats durant els exercicis d'entrenament.
Champion va ser comprada per Sara Lee Corporation el 1989. Va produir uniformes per a tots els equips de l'NBA d'ençà la dècada del 1990 fins al 2004, quan Reebok se'n va fer càrrec, i per alguns equips de la National Footbal League a partir de la dècada del 1970. Champion també va ser el fabricant de l'equipació del Dream Team que va competir als Jocs Olímpics d'Estiu de 1992.
A partir de 2008, Champion va fabricar equipaments per al Wigan Athletic, la selecció de futbol de Gal·les, la selecció de bàsquet de Grècia i el Pallacanestro Cantù. Champion també va patrocinar la Federació Internacional de Bàsquet fins al 2017.